# Bora-hansgrohe/Saison 2021
Diese Liste beschreibt die Mannschaft und die Erfolge des Radsportteams Bora-hansgrohe in der Saison 2021.

## Mannschaft
| Teamkader 2021                            | Teamkader 2021     | Teamkader 2021         | Teamkader 2021                             |
| Name                                      | Geburtsdatum       | Land                   | Vorheriges Team                            |
| ----------------------------------------- | ------------------ | ---------------------- | ------------------------------------------ |
| Pascal Ackermann                          | 17. Januar 1994    | Deutschland            | Rad-net Rose (2016)                        |
| Giovanni Aleotti                          | 25. Mai 1999       | Italien                | Cycling Team Friuli ASD (2020)             |
| Erik Baška                                | 12. Januar 1994    | Slowakei               | Tinkoff (2016)                             |
| Cesare Benedetti                          | 3. August 1987     | Italien                | UC Bergamasca 1902-De Nardi-Colpack (2009) |
| Maciej Bodnar                             | 7. März 1985       | Polen                  | Tinkoff (2016)                             |
| Emanuel Buchmann                          | 18. November 1992  | Deutschland            | Rad-net Rose (2014)                        |
| Marcus Burghardt                          | 30. Juni 1983      | Deutschland            | BMC Racing Team (2016)                     |
| Matteo Fabbro                             | 10. April 1995     | Italien                | Katusha-Alpecin (2019)                     |
| Patrick Gamper                            | 18. Februar 1997   | Österreich             | Kometa (2019)                              |
| Felix Großschartner                       | 23. Dezember 1993  | Österreich             | CCC Sprandi Polkowice (2017)               |
| Lennard Kämna                             | 9. September 1996  | Deutschland            | Team Sunweb (2019)                         |
| Wilco Kelderman                           | 25. März 1991      | Niederlande            | Team Sunweb (2020)                         |
| Patrick Konrad                            | 13. Oktober 1991   | Österreich             | Gourmetfein Simplon Wels (2014)            |
| Martin Laas                               | 15. September 1993 | Estland                | Illuminate (2019)                          |
| Jordi Meeus                               | 1. Juli 1998       | Belgien                | SEG Racing Academy (2020)                  |
| Daniel Oss                                | 13. Januar 1987    | Italien                | BMC Racing Team (2017)                     |
| Anton Palzer (1. Apr.–31. Dez.)           | 11. März 1993      | Deutschland            |                                            |
| Nils Politt                               | 6. März 1994       | Deutschland            | Israel Start-Up Nation (2020)              |
| Lukas Pöstlberger                         | 10. Januar 1992    | Österreich             | Tirol Cycling Team (2015)                  |
| Peter Sagan                               | 26. Januar 1990    | Slowakei               | Tinkoff (2016)                             |
| Juraj Sagan                               | 23. Dezember 1988  | Slowakei               | Tinkoff (2016)                             |
| Maximilian Schachmann                     | 9. Januar 1994     | Deutschland            | Quick-Step Floors (2018)                   |
| Ide Schelling                             | 6. Februar 1998    | Niederlande            | SEG Racing Academy (2019)                  |
| Andreas Schillinger                       | 13. Juli 1983      | Deutschland            | Nutrixxion Sparkasse (2009)                |
| Michael Schwarzmann                       | 7. Januar 1991     | Deutschland            |                                            |
| Rüdiger Selig                             | 19. Februar 1989   | Deutschland            | Katusha (2015)                             |
| Matthew Walls                             | 20. April 1998     | Vereinigtes Königreich | Trinity Racing (2020)                      |
| Frederik Wandahl                          | 9. Mai 2001        | Dänemark               | ColoQuick (2020)                           |
| Ben Zwiehoff                              | 22. Februar 1994   | Deutschland            |                                            |
|                                           |                    |                        |                                            |
| Quellen: ProCyclingStats Cycling Archives |                    |                        |                                            |

## Siege
| Siege    | Siege                                                         | Siege       | Siege  | Siege                 | Siege |
| Datum    | Rennen                                                        | Staat       | Klasse | Sieger                |       |
| -------- | ------------------------------------------------------------- | ----------- | ------ | --------------------- | ----- |
| 14. Mär. | Paris–Nizza, Gesamtwertung                                    | Frankreich  | 2.UWT  | Maximilian Schachmann |       |
| 26. Mär. | Katalonien-Rundfahrt, 5. Etappe                               | Spanien     | 2.UWT  | Lennard Kämna         |       |
| 27. Mär. | Katalonien-Rundfahrt, 6. Etappe                               | Spanien     | 2.UWT  | Peter Sagan           |       |
| 23. Apr. | Tour of the Alps, 5. Etappe                                   | Italien     | 2.Pro  | Felix Großschartner   |       |
| 28. Apr. | Tour de Romandie, 1. Etappe                                   | Schweiz     | 2.UWT  | Peter Sagan           |       |
| 13. Mai  | Tour de Hongrie, 2. Etappe                                    | Ungarn      | 2.1    | Jordi Meeus           |       |
| 17. Mai  | Giro d’Italia, 10. Etappe                                     | Italien     | 2.UWT  | Peter Sagan           |       |
| 31. Mai  | Critérium du Dauphiné, 2. Etappe                              | Frankreich  | 2.UWT  | Lukas Pöstlberger     |       |
| 4. Jun.  | Grosser Preis des Kantons Aargau                              | Schweiz     | 1.1    | Ide Schelling         |       |
| 17. Jun. | Polnische Meisterschaften, Einzelzeitfahren der Männer        | Polen       | CN     | Maciej Bodnar         |       |
| 20. Jun. | Österreichische Meisterschaften, Straßenrennen der Männer     | Österreich  | CN     | Patrick Konrad        |       |
| 20. Jun. | Slowakische Meisterschaften, Straßenrennen der Männer         | Slowakei    | CN     | Peter Sagan           |       |
| 20. Jun. | Deutsche Straßen-Radmeisterschaften, Straßenrennen der Männer | Deutschland | CN     | Maximilian Schachmann |       |
| 3. Jul.  | Sibiu Cycling Tour, Prolog                                    | Rumänien    | 2.1    | Pascal Ackermann      |       |
| 4. Jul.  | Sibiu Cycling Tour, 1. Etappe                                 | Rumänien    | 2.1    | Giovanni Aleotti      |       |
| 6. Jul.  | Sibiu Cycling Tour, 3. Etappe                                 | Rumänien    | 2.1    | Pascal Ackermann      |       |
| 6. Jul.  | Sibiu Cycling Tour, Gesamtwertung                             | Rumänien    | 2.1    | Giovanni Aleotti      |       |
| 8. Jul.  | Tour de France, 12. Etappe                                    | Frankreich  | 2.UWT  | Nils Politt           |       |
| 13. Jul. | Tour de France, 16. Etappe                                    | Frankreich  | 2.UWT  | Patrick Konrad        |       |
| 15. Jul. | Settimana Ciclista Italiana, 2. Etappe                        | Italien     | 2.1    | Pascal Ackermann      |       |
| 16. Jul. | Settimana Ciclista Italiana, 3. Etappe                        | Italien     | 2.1    | Pascal Ackermann      |       |
| 18. Jul. | Settimana Ciclista Italiana, 5. Etappe                        | Italien     | 2.1    | Pascal Ackermann      |       |
| 6. Aug.  | Arctic Race of Norway, 2. Etappe                              | Norwegen    | 2.Pro  | Martin Laas           |       |
| 22. Aug. | Tour of Norway, 4. Etappe                                     | Norwegen    | 2.Pro  | Matthew Walls         |       |
| 26. Aug. | Deutschland Tour, 1. Etappe                                   | Deutschland | 2.Pro  | Pascal Ackermann      |       |
| 28. Aug. | Deutschland Tour, 3. Etappe                                   | Deutschland | 2.Pro  | Nils Politt           |       |
| 29. Aug. | Deutschland Tour, Gesamtwertung                               | Deutschland | 2.Pro  | Nils Politt           |       |
| 19. Sep. | Slowakei-Rundfahrt, Gesamtwertung                             | Slowakei    | 2.1    | Peter Sagan           |       |
| 7. Okt.  | Gran Piemonte                                                 | Italien     | 1.Pro  | Matthew Walls         |       |
| 7. Okt.  | Paris–Bourges                                                 | Frankreich  | 1.1    | Jordi Meeus           |       |